# Pierre Beuchot
Pierre Beuchot (Les Pavillons-sous-Bois, Seine-Saint-Denis, 30 de juny de 1938 – Bry-sur-Marne, Val-de-Marne, 27 de novembre de 2020) és un cineasta francès.

## Biografia
Després d'estudis empresarials i activitats diverses, Pierre Beuchot va començar com a becari i després assistent de direcció l'any 1964. Va treballar per primer cop amb cineastes anomenats "comercials" (Jean-Claude Chambon per a Les Pieds nickelés, Jean-Claude Roy per a Les Combinards), però també amb el cineasta Georges Rouquier per a curtmetratges institucionals (Sire le Roy n’a plus rien dit, 1965).
Pierre Beuchot va morir el 27 de novembre de 2020 de càncer de pulmó, després que la seva dona va sucumbir a la pandèmia de Covid-19 el març de 2020.

## Filmografia

### Ajudant de direcció (1965-1976)
Pierre Beuchot ha treballat amb :
- Jean-Paul Rappeneau : La Vie de château, 1965.
- Jean-Daniel Pollet : 
  - Une balle au cœur, 1965 
  - Le Horla, 1967 
  - L'amour c'est gai, l'amour c'est triste, 1968 
  - Le Maître du temps, 1970 
  - L’Acrobate, 1976
- Michel Mitrani, La Cavale, 1971
- André Téchiné, Michel, l’enfant roi, 1970, telenovel·la
- Alexandre Astruc, Sartre par lui-même, 1972-1976.

### Director de curtmetratges (1972-1974)
Pierre Beuchot és autor i director de curtmetratges.
- Requiem, 1972, basat en el conte de Philippe Sollers, amb Edith Scob
- Marjorie ne viendra pas, 1974, codirector : François Porcile.

### Autor-Director de llargmetratges de ficció (1985-2000)

#### Basat en novel·les dePierre Jean Jouvei Daniel Anselme
- Le Monde désert (1985), adaptació per a televisió de novel·la del mateix títol de Pierre Jean Jouve; coautors: Jean-Pierre Krémer i François Porcile, amb Olimpia Carlisi, Daniel Olbrychski i Jean-Louis Vitrac.
- Aventure de Catherine C. (1990), adaptació per al cinema de Hécate i Vagadu de Pierre Jean Jouve ; coguionistes : Catherine Breillat i Jean-Pierre Krémer, amb Fanny Ardant, Hanna Schygulla, Robin Renucci i André Wilms.
- Compagnons secrets (1996) segons el conte de Daniel Anselme ; coguionista : Jérôme Prieur, amb André Wilms, Bernard Verley i Philippe Bizari

#### Ficció històrica
- Hôtel du Parc (1992) ; coguionistes : Daniel Lindenberg i Jérôme Prieur ; amb André Wilms i Marylène Dagouat
- Sade en procès (2000) ; coguionista : Jean-Jacques Pauvert ; amb André Wilms, Bernard Verley, Judith Henry i Maud Rayer

### Assaigs cinematogràfics, guió, teatre
- Autor-Productor d'un assaig
  - Le Temps détruit – Lettres d’une guerre (1985), basat en la correspondència de Maurice Jaubert, Paul Nizan, Roger Beuchot. Seleccionat per a la Setmana de la Crítica al Canes, als festivals de Nova York, Moscou, Londres, Gran premi SCAM 1987.
- Guionista de televisió
  - René Bousquet ou Le Grand arrangement (2007). coguionista : Antoine Desrosières – direcció Laurent Heynemann.
- Assessor tècnic de cinema
  - Trop c'est trop de Didier Kaminka (1974)
- Autor de teatre
  - La Solitude du gardien de but (1975) ; coautor : Didier Kaminka

### Director de documentals per a televisió (1968-2009)
| - Lascaux par Georges Bataille (1980) - Cézanne par Rainer Maria Rilke (1983) - amb Denis Freyd - La Légende de la Croix de Piero della Francesca (1993) - Au-delà de la peinture, le surréalisme (2002) amb Dominique Rabourdin - L’Important n’est pas prévisible (1980) - Rue des Archives - Le Premier mai de Fourmies (1981) - Mémoires de France - La Guerre de Vendée (1982) - Mémoires de France - Propaganda (1986-1987)- Sis pel·lícules codirigides amb Philippe Collin iFrançois Porcile - Mémoires partagées, Loin de Moscou (1994) i Le Printemps de l’Elbe (1995) en col·laboració amb André Harris. - Les Temps obscurs sont toujours là (1998) - Léopold Sédar Senghor, entre deux mondes (1999) en col·laboració amb Jean-Noël Jeanneney - La Résistance à l’épreuve du temps (2003) - K.S. Karol, grand témoin du siècle (2004) - Contre l’oubli – La trace des dictature (2009) en col·laboració amb Jean-Noël Jeanneney - Paul Nizan ou le Prix d’une révolte (1968), censurat i prohibida l’emissió - Roman Jakobson (1974-1988) - Archives du s.\|XX. - Stig Dagerman (1989) - Collection Préfaces – Premiat al Festival de Reims. - Pierre Jean Jouve (1989) - Collection Préfaces, amb Maud Rayer. - Robert Walser (1996) - Un siècle d’écrivains, en col·laboració amb Catherine Sauvat. . - Francis Ponge (1999) - Un siècle d’écrivains en col·laboració amb Jean Thibaudeau. - Claude Lévi-Strauss - (2005) basat en extractes d'una entrevista realitzada l'any 1972 per Jean José Marchand. - Dim Dam Dom (1966); codirecció, Jean-Daniel Pollet. - Droit de cité (1977) en col·laboració amb Jean Frapat. - Le Solitaire du château du Fresne (2001) en col·laboració amb Rosine Delacour. - Magazine Grand écran (1972-1974) - Le Western (amb Jean-Louis Bory) - La Comédie musicale (amb Michel Perez), - Alfred Hitchcock (amb Michel Ciment) - James Dean (amb Jean Wagner) - Le Néo-réalisme italien (amb Jean Douchet) - Tennessee Williams (amb André Téchiné) - L’Enfant et ses images (amb Jean-André Fieschi) - amb Jean Collet : - La Nouvelle Vague - Luis Buñuel - Carl Theodor Dreyer - Ingmar Bergman - Le Cinéma suédois - Le Cinéma suisse - Magazine Ciné regards : Littérature et cinéma (1979) - Magazine Étoiles et toiles : Ingmar Bergman (1983) - Le Cinéma de l’ombre (1984) en col·laboració amb Jean-Pierre Bertin-Maghit – Premiat al Festival dei popoli de Florence |

## Declaracions
- Jean Thibaudeau : « À partir de quoi Le Temps détruit, en 1985, m'a bouleversé, consacré à la mémoire de Paul Nizan, de Maurice Jaubert, le musicien avant-guerre de Jean Vigo et de René Clair, et Roger Beuchot, un ouvrier, le père du cinéaste, tous trois tombés face à l'ennemi, en mai et Plantilla:Date-, vous donnerait la clef de tout »[3]